# System 80+
Das System 80+ ist ein Druckwasserreaktor, der zu den ALWR (englisch Advanced Light Water Reactors, fortgeschrittenen Leichtwasserreaktoren) zählt. Entwickelt wurde er von Combustion Engineering; später wurde die Technologie an die Firma Westinghouse abgegeben. Das System 80+ ist die Weiterentwicklung des Systems 80.
Zum Einsatz kommt der Reaktor an den Standorten Yeonggwang (Block 5 und 6) und Uljin (Block 3 bis 6) in Südkorea. Später wurde das System 80+ zu dem koreanischen Kernreaktor APR-1400 weiterentwickelt.

## Leistungsdaten
| Thermische Leistung          | 3914 MW            |
| Moderator                    | H2O                |
| Brennstoff                   | Angereichertes UO2 |
| Absorber                     | Integriertes Er2O3 |
| Aktiver Kerndurchmesser      | 381 cm             |
| Äquivalenter Kerndurchmesser | 365 cm             |
| Brennstoffbündel             | 241                |
| Brennstabanordnung           | 16x16              |
| Brennstäbe pro Bündel        | 236                |
| Detektoren pro ICI           | 5                  |
| Brennstoffwechsel Zyklus     | ca. alle 18 Monate |
| Void-Koeffizient             | Negativ            |
| Kühlwassertemperatur Input   | 291 °C             |
| Kühlwassertemperatur Output  | 324 °C             |